# Thatched House Lodge
Thatched House Lodge é uma residência real localizada em Richmond upon Thames, Londres, Inglaterra.
A casa principal tem seis salas de recepção e seis quartos de dormir, encontrando-se num terreno de quatro acres (16.000 m²). Nos jardins, também existe uma casa de verão que remonta ao século XVIII, a qual deu o nome ao palácio. Desde 1963, Thatched House Lodge serve como a residência da Princesa Alexandra de Kent, uma prima-irmã da Isabel II. A propriedade adquirida pelo seu marido, Angus Ogilvy, que a arrendou ao Crown Estate.

## História
Este palácio foi construído como duas casas, em 1673, para dois Conservadores do Richmond Park, com o nome de Aldridge Lodge. Esta foi ampliada em 1727. As duas casas foram unidas, recebendo o nome de Thatched House Lodge, em 1771, por Sir John Soane. Também chegou a ser conhecida como Burkitt's Lodge.
O palácio foi usado por vários membros da Casa Real, incluindo o General Sir Edward Bowater e o General Lynedoch Gardiner, respectivamente Equerry do Príncipe Consorte e da Rainha Vitória. Mais tarde, Thatched House Lodge tornou-se na residência do Comandante Sir Louis Greig (Equerry do Rei Jorge VI, quando ele era Duque de York), e depois do Duque de Sutherland. Foi a residência londrina do General norte-americano Dwight D. Eisenhower durante a Segunda Guerra Mundial. 